# Gangrena di Fournier
La  gangrena di Fournier  è una forma di fascite necrotizzante, una grave infezione dei tessuti molli che colpisce gli organi genitali esterni maschili.
È detta anche "gangrena idiopatica dello scroto", "gangrena scrotale streptococcica", "flemmone perineale".

## Storia
La sindrome è stata descritta per la prima volta nel 1764, da Baurienne, come una gangrena dei tessuti molli dei genitali maschili, da cause ignote e dalla rapida progressione ed estensione. La gangrena deve il suo nome al dermatologo francese Jean-Alfred Fournier (1832-1914), che ne presentò un caso in un giovane uomo durante una lezione clinica nel 1883. Tra i personaggi storici che si pensa possano essere morti per la gangrena di Fournier Erode il Grande e l'imperatore romano Galerio.

## Epidemiologia
Benché nella letteratura medica mondiale siano stati descritti non più di 600 casi dal 1996 al 2006, la gangrena di Fournier è un evento non rarissimo e si manifesta soprattutto come una complicanza del diabete mellito scompensato in pazienti anziani maschi, in alcolisti, in individui malnutriti o negli immunodepressi. Tra gli altri fattori predisponenti la malattia sono annoverati anche un intervento chirurgico recente nella sede dell'infezione (per esempio la circoncisione o l'erniorrafia), i traumi locali, la parafimosi, gli stravasi periuretrali di urina e le infezioni perianali e perirettali. Occasionalmente è stata descritta una forma simile di gangrena dei genitali anche in donne.

## Eziologia
L'infezione può essere causata da un unico germe, e in tal caso di solito il responsabile è Streptococcus pyogenes, ma nella maggior parte dei casi l'eziologia dell'infezione è polimicrobica, da germi aerobi e anaerobi, con una decisa prevalenza degli anaerobi, come si può intuire dal tipico odore fetido e penetrante che esala dai tessuti infetti, inconfondibile per chi l'abbia conosciuto anche una volta sola. Tra i germi più comunemente isolati in tali casi si segnalano gli enterococchi, Escherichia coli, Klebsiella spp. e, tra gli anaerobi, gli streptococchi microaerofili, i clostridi, Bacteroides spp., Fusobacterium spp.

## Patogenesi
La gangrena di Fournier è una fascite necrotizzante, cioè un'infiammazione delle fasce, che separano gli strati dei tegumenti, che provoca necrosi dei tessuti: l'infezione può rimanere confinata allo scroto o estendersi e coinvolgere il perineo, il pene e la parete addominale. Nei casi che originano dai genitali, la porta d'entrata dei germi è verosimilmente una soluzione di continuo a livello della fascia di Buck del pene; l'infezione si estende seguendo la fascia scrotale e peniena del dartos, poi segue la fascia di Colles del perineo, e successivamente la fascia di Scarpa della parete addominale anteriore. Tipicamente l'infezione risparmia i testicoli.

## Clinica
La malattia di solito all'inizio si presenta come una cellulite dei tessuti vicini alla porta d'entrata; poi compaiono l'edema, l'eritema e il dolore. Se la malattia progredisce compaiono la febbre e i segni di tossicità sistemica. La tumefazione dello scroto aumenta rapidamente, la cute assume un colore rosso cupo e compare il tipico crepitio della gangrena gassosa, causato dalla raccolta, nei tessuti infetti, del gas prodotto dal metabolismo anaerobico dei germi. Nel giro di poche ore l'infiammazione si può estendere a tutta la parete addominale e può portare al decesso il paziente.

## Diagnosi
La diagnosi è clinica poiché la presentazione della malattia è tipica. Se si incidono i tessuti infiammati e non si avverte resistenza alla specillazione, la diagnosi di fascite necrotizzante è verosimile; se necessario si può eseguire un esame istologico su sezione di tessuto congelata. Un esame microscopico diretto dei tessuti, dopo colorazione di Gram consente di determinare in modo grossolano l'eziologia batterica (streptococcica, da clostridi o polimicrobica).

## Trattamento
La gangrena di Fournier è un'emergenza urologica che richiede l'immediata instaurazione di una terapia antibiotica endovenosa, di una terapia di sostegno del circolo sanguigno con infusione di fluidi e un rapido sbrigliamento chirurgico per l'eliminazione dei tessuti necrotici.
In associazione alla terapia chirurgica e antibiotica, recentemente è stata introdotta la terapia iperbarica con ossigeno, che riossigena i tessuti sofferenti arrestando la necrosi, inibisce la crescita dei germi anaerobi e stimola la funzione battericida dei granulociti neutrofili.

## Prognosi
Malgrado un pronto trattamento antibiotico e chirurgico, il tasso di mortalità della malattia resta alto, intorno al 40%, e può raggiungere il 78% se al momento del ricovero il paziente presenta già uno stato settico.